# 兔耳兰
兔耳兰（学名：Cymbidium lancifolium），又稱竹柏兰，为兰科蕙兰属下的一个种。

## 扩展阅读
- 维基共享资源上的相關多媒體資源：兔耳兰
- 維基物種上的相關：兔耳兰